# Faramea lutzeana
Faramea lutzeana är en måreväxtart som beskrevs av Auguste François Marie Glaziou. Faramea lutzeana ingår i släktet Faramea och familjen måreväxter. Inga underarter finns listade i Catalogue of Life.